# Carl Mörner af Morlanda

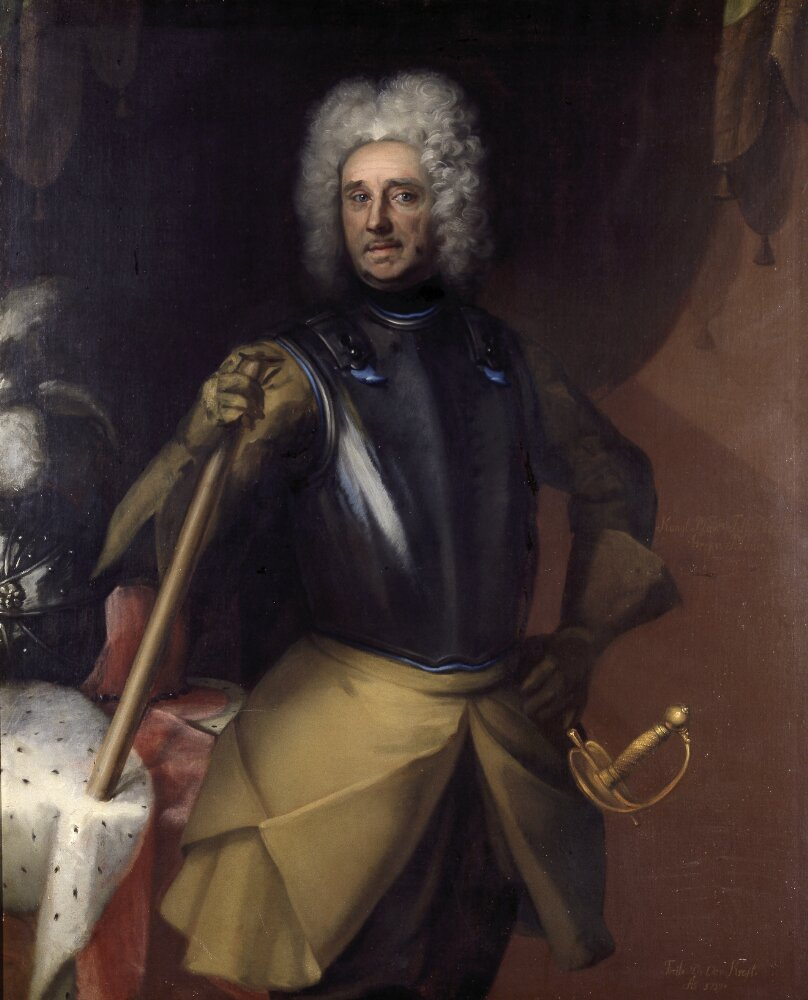
Porträt von David von Krafft (1709)

Carl Gustaf Mörner, seit 1674 Freiherr, seit 1716 Graf von Morlanda, (schwedisch Carl Gustaf greve Mörner af Morlanda; * 1658 in Malmö; † 27. Oktober 1721 in Jönköping) war ein schwedischer Feldmarschall.

## Leben

### Herkunft und Familie
Carl war Angehöriger der schwedischen Linie des ursprünglich brandenburgischen Adelsgeschlechts Mörner. Seine Eltern waren der schwedische Generalleutnant und Gouverneur Hans Georg Freiherr Mörner af Morlanda (1623–1685) und Beata, geborene Schulman († 1706).

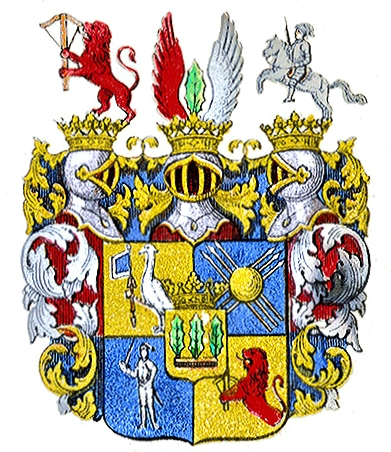
Wappen des Grafen Mörner af Morlanda, ab 1716

Er vermählte sich 1685 mit Katarina Margareta Freiin Bonde (1664–1705), einer Tochter des schwedischen Staatsmannes Gustaf Bonde (1620–1667). Mit Christina Anna Gräfin Bielke (1687–1742), einer Tochter des Feldmarschalls und Generalgouverneurs Nils Bielke (1644–1716), ging er 1705 eine zweite Ehe ein. Aus beiden Ehen sind insgesamt 16 Kinder hervorgegangen, darunter:
- Beata Sofia (1690–1773), ⚭ 1722 Mattias Alexander von Ungern-Sternberg (1689–1763), schwedischer Feldmarschall
- Hedvig Ulrika (1694–1758), ⚭ 1722 Christer Henrik Albedyl (1679–1750), schwedischer Generalmajor
- Magdalena Charlotta (1701–1778), ⚭ 1723 Otto Christian von der Pahlen (1686–1756), schwedischer Generalmajor

Morlanda wurde 1716 in den schwedischen Grafenstand erhoben und 1719 bei der Grafenklasse der schwedischen Ritterschaft introduziert (Nr. 60). Die von ihm gestiftete gräfliche Linie besteht gegenwärtig fort.

### Werdegang
Mörner begann seine Laufbahn 1673 als Reiter im Leibregiment der Witwenkönigin zu Pferd. Er war 1674 Partizipateur der Hebung in den Freiherrnstand seines Vaters.
Während des Schonischen Krieges avancierte Mörner 1675 zum Kornett und 1676 zum Leutnant. Im selben Jahr nahm er an den Schlachten bei Halmstad und Lund teil. 1677 wechselte er zunächst als Rittmeister zum Småland-Kavallerieregiment, nahm an der Schlacht bei Landskrona teil und kehrte zurück ins Regiment der Königin. Er wurde 1678 Kapitänleutnant und 1679 Kommandeur der Leibtrabanten.
Er wechselte für die Jahre 1691 bis 1692 in französische Kriegsdienste, um unter dem Herzog von Luxemburg am Pfälzischen Erbfolgekrieg teilzunehmen.
Als Oberstleutnant und Regimentschef kehrte Mörner 1693 zu dem königlich-schwedischen Leibtrabanten zurück. Ab 1694 war er Oberst und Kommandeur des Östgöta-Kavallerieregiments. Er stieg im Jahr 1700 zu Beginn des Großen Nordischen Krieges zum Generalmajor der Kavallerie und, nach dem er im selben Jahr an der Landung bei Humlebæk, 1701 an der Schlacht an der Düna, 1702 an der bei Wilna und der bei Klissow sowie 1703 an der Belagerung von Thorn teilgenommen hatte, 1704 zum Generalleutnant der Kavallerie auf. 1711 avancierte er General der Kavallerie und war von 1712 bis 1716 Gouverneur in Göteborg und  Bohuslän. 1716 wurde er königlicher Rat sowie Generalgouverneur von Göteborg und Bohuslän, Närke und Värmland, Halland, Skaraborg und Älvsborgs län, was er bis 1719 blieb. Er wurde zum Feldmarschall ernannt, war 1717 an der Abwehr des Angriffs auf Göteborg beteiligt und nahm an der Verteidigung von Frederikshald gegen die Dänen als auch an den Kampagnen in Norwegen 1716 und 1718 teil. Seine Tour beschloss er als Präsident des Göta hovrätt, zu welchem er 1719 ernannt wurde und was er bis zu seinem Tode auch blieb.
Mörner verfügte über einen weitläufigen Gutsbesitz, so etwa zu Olstorp im Kirchspiel Askeryds, zu Espelunda im Kirchspiel Ringkarleby und zu Ervalla mit Forsnäs im Kirchspiel Sund, schließlich zu Grönlund im Kirchspiel Åsbo, alle Östergötlands län. Er wurde in der Kirche zu Ervalla begraben.